# Blaž Samerl
Blaž Samerl, ljubljanski župan v 16. stoletju. 
Samerl je deloval kot Ljubljanski ljubljanski sodnik, kasneje pa kot župan. Na to mesto je bil izvoljen v letih 1559, 1560, 1561, 1562, 1564, 1569, 1570, 1575 in 1576. 